# Ma dame au camélia
 (novembre 2019).
Pour plus de détails, voir Fiche technique et Distribution.
Ma dame au Camélia est une comédie dramatique réalisée par Édouard Montoute, sortie en 2019.

## Fiche technique
- Titre original : Ma dame au Camélia
- Réalisation : Édouard Montoute
- Scénario : Édouard Montoute
- Décors : Kader Hadjadj
- Costumes : Florie Rigault
- Photographie : Colin Wandersman
- Son : Bastien Planchenault
- Montage : Pauline Decroix
- Productrice déléguée : Murielle Thierrin
- Sociétés de Production : Aldabra Films et Fralita Films
- Pays d'origine : France
- Langue originale : français
- Genre : Comédie dramatique
- Durée : 15 minutes
- Dates de sortie[1] : 29 janvier 2019

## Distribution
- Édouard Montoute : Patrice
- Laurence Oltuski : Selenna Meyer
- Ingrid Donnadieu : Betty
- Aude Forget : Clarisse
- Stana Roumillac : Femme de ménage

## Récompenses
- Prix de court Antilles-Guyane 2019 : Prix spécial du jury[2]
- Festival International du Film de Comédie de Liège en 2019 : Prix Coup de Cœur